# Cyclea polypetala
Cyclea polypetala är en tvåhjärtbladig växtart som beskrevs av Stephen Troyte Dunn. Cyclea polypetala ingår i släktet Cyclea och familjen Menispermaceae. Inga underarter finns listade i Catalogue of Life.